# استروچیتسی
استروچیتسی (به لاتین: Strochitsy) یک منطقهٔ مسکونی در بلاروس است که در منطقه مینسک واقع شده‌است. استروچیتسی ۲۸۰ متر بالاتر از سطح دریا واقع شده‌است.